# Retirada de Lyndon B. Johnson de las elecciones presidenciales de Estados Unidos de 1968

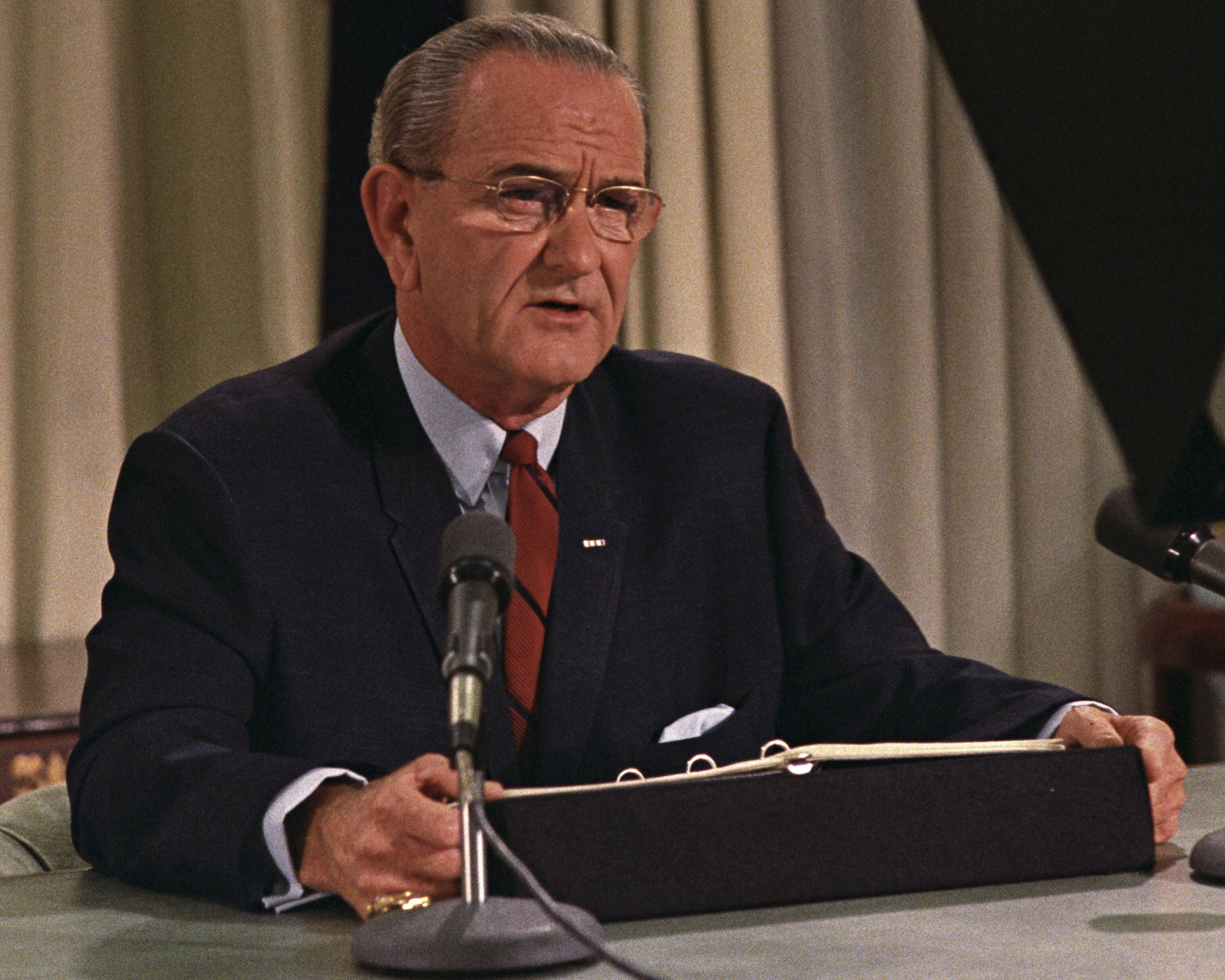
El presidente estadounidense Lyndon B. Johnson anunciando que no se presentará a la reelección.

El 31 de marzo de 1968, el presidente de los Estados Unidos entonces en ejercicio, Lyndon B. Johnson, hizo un anuncio sorpresa durante un discurso televisado a la nación, declarando que no buscaría la reelección para otro mandato, retirándose de las elecciones presidenciales de Estados Unidos de 1968. Johnson declaró: «No buscaré ni aceptaré la nominación de mi partido para otro mandato como su presidente».
La decisión de Johnson abrió la puerta para que el vicepresidente Hubert Humphrey se convirtiera en el candidato del Partido Demócrata. La Convención Nacional Demócrata de 1968, celebrada en Chicago, estuvo marcada por importantes protestas y enfrentamientos entre manifestantes y policías, que reflejaron las profundas divisiones dentro de la nación.
En las elecciones de 1968, el candidato del Partido Republicano, Richard Nixon, salió victorioso, derrotando a Humphrey y al candidato del tercer partido, George Wallace. La campaña de Nixon aprovechó temas de ley y orden y la promesa de poner fin al conflicto de la guerra de Vietnam y la participación de Estados Unidos, lo que resonó en muchos votantes.

## Antecedentes
Johnson, el 36.º presidente de los Estados Unidos, asumió el cargo tras el asesinato de John F. Kennedy en noviembre de 1963. Posteriormente, Johnson fue elegido con una victoria arrolladora en las elecciones presidenciales de Estados Unidos de 1964. Su presidencia estuvo marcada por importantes logros legislativos, incluida la Ley de Derechos Civiles de 1964, la Ley de Derecho de Voto de 1965, la ratificación de la Vigesimocuarta Enmienda y el establecimiento de Medicare y Medicaid.

### Guerra de Vietnam
Sin embargo, el mandato de Johnson se vio ensombrecido por la resistencia a sus esfuerzos por intensificar la participación de Estados Unidos en la guerra de Vietnam. La opinión pública se volvió cada vez más contra la guerra y los movimientos pacifistas se extendieron por todo el país. La ofensiva del Tet a principios de 1968 erosionó aún más el apoyo a la guerra y la forma en que Johnson la manejó.

### MovimientoDump Johnson
A medida que se acercaban las elecciones de 1968, Johnson comenzó a perder el control del Partido Demócrata, que se estaba dividiendo en cuatro facciones. El primer grupo estaba formado por Johnson y Humphrey, sindicatos y jefes de partidos locales (encabezados por el alcalde de Chicago, Richard J. Daley). El segundo grupo estaba formado por estudiantes e intelectuales pacifistas que se unieron detrás del senador Eugene McCarthy en lo que se denominó el movimiento Dump Johnson («deshacerse de Johnson»). El tercer grupo incluía a católicos, hispanos y afroestadounidenses, que apoyaron al senador Robert F. Kennedy. El cuarto grupo estaba formado por sureños blancos tradicionalmente segregacionistas como el gobernador George Wallace.

### Opinión pública y desafíos políticos
Los índices de aprobación de Johnson habían disminuido significativamente en 1968, y su índice de aprobación en el momento de su retirada era del 36 por ciento. A pesar de la creciente impopularidad de Johnson, la sabiduría convencional sostenía que sería imposible negarle una nueva nominación a un presidente en ejercicio. Johnson obtuvo una estrecha victoria en las primarias de New Hampshire el 12 de marzo, contra McCarthy 49-42%, pero este ajustado resultado en segundo lugar impulsó dramáticamente la posición de McCarthy en la carrera. Kennedy anunció su candidatura el 16 de marzo.

### Cansancio del cargo y de la posición presidencial
Historiadores como Jeff Shesol dicen que Johnson quería salir de la Casa Blanca pero también quería reivindicación; cuando los indicadores se volvieron negativos decidió irse. Los historiadores afirman que Johnson se dio cuenta de que necesitaba irse para que la nación sanara. Robert Dallek escribió que Johnson no tenía más objetivos internos y se dio cuenta de que su personalidad había erosionado su popularidad. La salud de Johnson se estaba deteriorando y estaba preocupado por la campaña de Kennedy; su esposa, Lady Bird Johnson, se le instó a retirarse ya que su base de apoyo seguía reduciéndose. Dejar la carrera le permitiría presentarse como un pacificador. El autor Anthony J. Bennett dice que Johnson «se vio obligado a abandonar una carrera por la reelección en 1968 por la indignación por su política en el sudeste asiático». Es posible que Johnson también hubiera esperado que la convención finalmente decidiera incluirlo nuevamente en la carrera.

## Respuesta política y pública

### Partido Democráta
Los compañeros demócratas de Johnson expresaron una mezcla de respeto, decepción y comprensión hacia su anuncio. Expresidentes y figuras clave del partido elogiaron la presidencia de Johnson y su decisión de hacerse a un lado. El expresidente Harry S. Truman elogió el servicio de Johnson y destacó su creencia de que Johnson actuó en el mejor interés del país y del Partido Demócrata. Los líderes demócratas lucharon por descubrir cómo responder a la repentina retirada de Johnson. Esto llevó a una amarga batalla por la sucesión entre los demócratas. A algunos demócratas les preocupaba que un nuevo candidato, seleccionado por la convención, careciera de legitimidad, ya que habrían asegurado la nominación sin el aporte directo de los votantes demócratas de todo el país.

### Activistas pacifistas y el Partido Republicano
Muchos activistas pacifistas se alegraron con la noticia. Algunos de ellos llegaron a la conclusión de que su movimiento había obligado a Johnson a modificar su política de guerra y a decidir que no podía ganar otro mandato. Los manifestantes pacifistas corearon frente a la Casa Blanca: Hey, hey, LBJ! How many kids did you kill today? («¡Oye, oye, LBJ! ¿A cuántos niños mataste hoy?»). Después de la retirada de Johnson, muchos republicanos sufrieron una angustiosa revaluación de las posibilidades de Richard Nixon de ganar las elecciones de noviembre.

## Respuesta internacional

### Vietnam del Sur
Los funcionarios de gobierno de Vietnam del Sur vieron con preocupación la retirada de Johnson, principalmente por la amenaza de un candidato pacifista que no estuviera dispuesto a apoyarlos.

### Movimiento mundial contra la guerra
La decisión de Johnson fue vista como una victoria por los activistas pacifistas de todo el mundo. Algunos vieron su retirada como una señal de que la presión pública e internacional podría influir en las políticas de las naciones poderosas.

## Secuelas
Después de la retirada de Johnson, el vicepresidente Hubert Humphrey ganó la nominación del Partido Demócrata tras el asesinato de Robert F. Kennedy, dejando a McCarthy como el único oponente importante de Humphrey antes de que George McGovern entrara en la carrera. Humphrey terminaría perdiendo las elecciones ante el republicano Richard Nixon. La derrota dejó a Humphrey en un estado de depresión. Para mantenerse activo, sus amigos lo ayudaron a conseguir un empleo como profesor en Macalester College y en la Universidad de Minnesota. Los fracasos percibidos de la guerra de Vietnam alimentaron la desilusión con el gobierno, y la coalición del New Deal se desmoronó en gran parte debido a las tensiones sobre la guerra de Vietnam y las elecciones de 1968. Los republicanos ganaron cinco de las seis elecciones presidenciales después de que Johnson dejó el cargo. Ronald Reagan asumió el cargo en 1981 prometiendo deshacer la Gran Sociedad, aunque él y otros republicanos no pudieron derogar muchos de los programas de Johnson.